# جيمس ماكليود
جيمس ماكليود (بالإنجليزية: James MacLeod)‏ هو مجدف بريطاني، ولد في 25 يوليو 1953.

## وصلات خارجية
- جيمس ماكليود على موقع الاتحاد الدولي للتجديف (الإنجليزية)
- جيمس ماكليود على موقع أوليمبيديا (الإنجليزية)
- جيمس ماكليود على موقع اللجنة الأولمبية البريطانية (الإنجليزية)